# Herb Saint Lawrence
Herb Saint Lawrence – symbol heraldyczny Saint Lawrence,  jednego z okręgów administracyjnych (zwanych parish-ami), znajdującego się na wyspie Jersey, jednej z Wysp Normandzkich.
Przedstawia na tarczy w polu srebrnym czarną żelazna kratę (ruszt).
Herb przyjęty został w 1921 lub 1923 roku.
Czarna żelazna krata jest atrybutem św. Wawrzyńca (patrona kościoła w Saint Lawrence), który zginął śmiercią męczeńską spalony na ruszcie zrobionym z kraty. 
Wizerunek herbu Saint Lawrence widnieje na okolicznościowych monetach o nominale jednego funta Jersey.